# 다윈의 거북이
《다윈의 거북이》(스페인어: La tortuga de Darwin)는 스페인 작가 후안 마요르가의 희곡이다.

## 작품 소개
≪2006년 호주의 한 동물원에서 176세로 죽은 ‘해리엇’이라는 거북이가 전 세계적인 화젯거리가 되었다. ‘해리엇’은 갈라파고스 제도를 여행하던 찰스 다윈이 연구 목적으로 가져온 거북이로 세계 최장수 기록을 갖고 있었기 때문이다. 다윈이 갈라파고스 제도에 머물던 것이 1835년이었으니 지구상에서 170년 넘게 생존한, 그야말로 역사의 산증인이었던 셈이다. 후안 마요르가는 이 점에 착안하여 짧은 토막 기사로부터 ＜다윈의 거북이＞라는 한 편의 희곡을 탄생시켰다. 그는 연극에 대한 견해를 밝히며 "위대한 작가들은 사고에 몸을 입혔고 추상적인 것을 구체적인 것으로 만들 수 있었다”라고 말한 바 있었으니 자신의 위대함을 스스로 증명해 보인 것이라 하겠다. ＜다윈의 거북이＞는 후안 마요르가에게 권위 있는 막스(Max) 상을 안겨주었고, 그의 작품 중에서도 가장 많은 국가에 소개되는 영광을 안았다.＜다윈의 거북이＞는 2009년 10월 서울 국제공연예술제에서도 소개되었다.
제2차 세계대전 이후 도구적 이성에 대한 비판이 제기되며 목적론적 사관은 힘을 잃게 되었다. 목적 달성을 위해서는 인간의 존엄마저도 수단으로 전락하는 과정을 경험한 이후 거시적인 역사 발전과 그 방향을 힘 있게 주장하기 어려워진 것이다. 특히 야만적인 전체주의의 역사를 공유한 유럽 지식인들에게 현대사는 여전히 단절되지 않은 외상이자 기억해야하는 부채로서 끊임없는 문제의식과 반성의 기반이다. 마요르가의 ＜다윈의 거북이＞ 역시 그러한 고민의 연장선상에 있는데, 이러한 보편성이 다른 국가들에서도 큰 호응을 받는 원인 중 하나였을 것이다. 작가는 거북이의 입을 빌어 이성의 이름으로 포장된 탐욕과 몽매가 쳇바퀴 도는 역사를 증언한다. 그리고 그 틈새에서 아무런 말도 갖지 못한 채 희생당한 이들을 이야기한다. 거북이는 그러한 힘없는 이들의 대변자이다. 갈라파고스 섬으로 돌아가고자 하는 거북이, 그것은 지긋지긋하지만 결코 끊어낼 수 없는 악순환의 역사에서 탈피하고 싶은 인간들의 모습이다.

## 서지 정보
- 김재선 역, 2009년, 지식을만드는지식[깨진 링크(과거 내용 찾기)] ISBN 978-89-6406-223-4